# Anisothecium brachydontium
Anisothecium brachydontium là một loài rêu trong họ Dicranaceae. Loài này được H.A. Crum & Steere mô tả khoa học đầu tiên năm 1956.